# Frangepán Farkas
Brinjei Frangepán I. Farkas (horvátul: Vuk I. Frankopan Brinjski, ? – 1546) a Frangepán családból származó horvát főúr, terzsáci gróf és hadvezér.

## Családja
Apja Frangepán VIII. János, másképpen Frangepán Anzs (horvátul: Anž Frankopan, 1462-1514), édesanyja Paolo Morosini velencei nemes lánya, Erzsébet (1461-1500) volt. Felesége Bocskai Katalin volt. Lányuk Erzsébet, akinek első férje Alapy János, második házasságát pedig Joseph von Dornberggel kötötte.

## Élete
Fiatal korában leginkább Novigradban, Bosiljevóban és Črnomeljben élt, amelyeket 1530-tól egy ideig bérelt. Testvérével, II. Kristóffal és nagybátyjával, VI. Miklóssal 1531-ben sikertelenül pereskedett a zágrábi káptalan előtt a szlunini Frangepánokkal a család cetini birtokáról. Ő és Kristóf testvére, azon közé a horvát nemesek közé tartoztak, akik 1527. január 1-jén I. Ferdinándot Horvátország és Magyarország királyává választották. Az eredeti választási dokumentumon a Farkas pecsétje is megtalálható, a következő felirattal: „S. Co (mitis) (Wolfga) ngi de Frangapanibus”.
II. Kristóffal 1528-ban részt vett az Udbina melletti győztes csatában, amelyben a boszniai pasa és az udbinai kapitány súlyosan megsebesült. Ugyanebben az évben részt vett Belajnál a törökök feletti győztes csatában. 1530. augusztus 24-én Augsburgban a német birodalmi gyűlésen a Horvát Királyság főurainak és nemeseinek képviselőjeként vett részt. Itt V. Károly császár és I. Ferdinánd király előtt latinul mondott beszédében hangsúlyozta a horvátok 80 éves harcát a törökök ellen figyelmeztetve, hogy Horvátország kimerült, és az ellenség közvetlenül fenyegeti a Habsburg-földeket. Ezután átadta a beszéd szövegét, melyet azonnal ki is nyomtattak. Válaszul Joachim brandenburgi őrgróf és választófejedelem mindkét uralkodó nevében segítséget ígért. Elutasította a király azon próbálkozását, hogy a védelem céljára átadja egyes városait, mert úgy érvelt, hogy ezeket némi segítséggel maga is meg tudja védeni.
Bosiljevo vidékén, a gradišćei Szűz Mária-templom közelében 1531-ben domonkos kolostort alapított, a török veszély miatt azonban a szerzetesek később Bosiljevóba menekültek. A kolostor hatalmas szőlészetéről is híres volt, amely után egy közeli falut ma is Vukova Goricá-nak neveznek. Ugyanebben az évben az egykor igen nagy és a törökök által elpusztított modrusi Szent Miklós pálos kolostor birtokait és jobbágyait a menekült Marin Lovinčićnak adományozta. 1534-ben feleségül vette Imreffy Mihály özvegyét raszinyai Bocskai Katalint mellyel megszerezte a korpona-kosteli uradalom, valamint Korpona városának felét (másik felének tulajdonosai Keglevićek voltak). A birtok azonban 1536-ban miután Székely Lukáccsal kötött házasságot Katalin első házasságából született lánya, Imreffy Katalin tulajdona lett. Farkas ezt ellenezte, ezért 1537-ben a zágrábi káptalan előtt pert indítottak ellene.
Mivel a beígért Habsburg segítség továbbra sem érkezett meg, Farkas még 1536-ban felajánlkozott a velenceieknek, de Andrea Gritti dózse visszautasította. 1538-ban a növekvő török veszély miatt a brinjei várat a határőrvidék katonaságának kellett átadnia, így 1539-ben Farkas Bosiljevóba tette át székhelyét.  Még ebben az évben a királyi bíróság halálos ítéletet mondott ki felette, és teljes vagyonát el akarták kobozni, mivel a bírósági idézést hozó káptalani követséget, Koroskai András zágrábi prebendárral az élén összeverette, majd elzavarta. Az ítéletet végül nem hajtották végre.
1543-ban a törökök Bosiljevo, Ribnik és Novigrad környékét dúlták, Kranját kifosztották. Ezt megtorlandó Frangepán Keglevich Miklóssal, valamint rokonaival, szluini Frangepán Györggyel és Blagaji Istvánnal együtt, Gackánál megtámadta az ellenséges csapatokat, és győzelmet arattak felettük. Mivel a Habsburgoktól továbbra sem érkezett segítség, Farkas erről végleg lemondott, és János Zsigmond erdélyi fejedelem alattvalójának nyilvánította magát. Később azonban kibékült a Habsburgokkal, és V. Károly öccsének, I. Ferdinándnak a híve lett. Az ő seregében harcolva a schmalkaldeni háborúban halt meg 1546-ban.

## Műve
Frangepán Farkasnak egy művéről tudunk. Nyomtatásban megjelent Bécsben az 1530-ban német-római császárrá koronázott V. Károlyhoz intézett írása: Oratio ad Serenissimum Carolum V. Imp. et ad illustr. Germaniae Principes R. I. facta nomine Regnicolarum Croatiae. Augustae Vindelicorum, 1530.